# Simning vid olympiska sommarspelen 1896

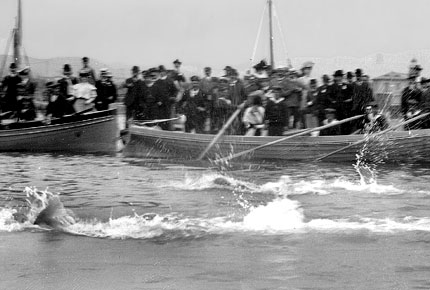
En av simningstävlingarna 1896.

Simningen vid olympiska sommarspelen 1896 bestod av fyra grenar och hölls den 11 april 1896 i Zeabukten. Antalet deltagare var tretton tävlande från fyra länder.

## Medaljfördelning
| Medaljfördelning |           |      |        |       |        |
| Placering        | Nation    | Guld | Silver | Brons | Totalt |
| 1                | Ungern    | 2    | 0      | 0     | 2      |
| 2                | Grekland  | 1    | 3      | 3     | 7      |
| 3                | Österrike | 1    | 1      | 0     | 2      |

## Medaljörer

### Herrar
| Gren                                     | Guld                         | Silver                       | Brons                           |
| 100 m frisim Detaljer...                 | Alfréd Hajós · Ungern        | Otto Herschmann · Österrike  | Ingen                           |
| 500 m frisim Detaljer...                 | Paul Neumann · Österrike     | Antonios Pepanos · Grekland  | Efstathios Choraphas · Grekland |
| 1200 m frisim Detaljer...                | Alfréd Hajós · Ungern        | Joannis Andreou · Grekland   | Efstathios Choraphas · Grekland |
| 100 m frisim för flottister* Detaljer... | Ioannis Malokinis · Grekland | Spyridon Chazapis · Grekland | Dimitrios Drivas · Grekland     |

* Endast medlemmar i den grekiska flottan fick delta.

## Deltagande nationer
Totalt deltog 19 simmare från 4 länder vid de olympiska spelen 1896 i Aten.
| - Grekland (15) - Ungern (1) - USA (1) - Österrike (2) |